# The Suite Life Movie
The Suite Life Movie este un film science fiction, comedie-dramă din 2011 în regia lui Sean McNamara, după scenariul realizat de Michael Saltzman. Personaje principale sunt jucate de către Cole și Dylan Sprouse, Brenda Song, Debby Ryan, Matthew Timmons, John Ducey, Matei Glave și Phill Lewis. Dylan si Cole Sprouse au fost, de asemenea, co - producători de film. Filmul a avut premiera pe 25 martie 2011 pe Disney Channel din Statele Unite.

## Acțiune
După ce si-a făcut planuri să-și petreacă vacanța de primăvară cu prietena lui Bailey Pickett ( Debby Ryan ) , Cody Martin ( Cole Sprouse ) decide să părăsească SS Tipton , un mare vas de croaziera unde merge la școală , pentru a lucra ca intern cu Dr. Donald Spaulding ( John Ducey ), la o firma de cercetare de prestigiu. El face acest lucru în speranța de a obține o bursă de studii la Yale .
Când  fratele geaman Zack ( Dylan Sprouse ) scapă de scrisoarea lui Cody pentru Bailey.  Cody ar putea , cu toate acestea , să o piardă pe Bailey. Ea devine înfuriată pe Cody  că anulat planurile sale și refuză să vorbească cu el . Între timp , Zack îi cere lui Cody  mașina lui , pe care părinții io vor da lui Cody atunci când merge la facultate , dar refuză .
Cu toate acestea , după ce Zack conduce un submarin de miliarde de dolari în dig în încercarea de a impresiona un asistent de stiinta drăguț , și Cody face același lucru încercând să-l oprească , echipamentul este pierdut și Cody este dat afara din program. Furios , Cody îi spune lui Zack că îl urăște și promite să nu -l ierte , sustinand ca ar putea fi gemeni , dar cu siguranta nu sunt frați . În altă parte , moștenitoarea hotelului  London  Tipton ( Brenda Song ) mănâncă accidental un fruct dat la delfini care îi permite să -i înțeleagă.
Gemenii Martin afla mai târziu că, deși Cody nu va mai fi eligibil pentru a lucra ca stagiar Domnului Spaulding , ambii baieti sunt ideali pentru proiectul Gemini , un proiect masiv de Dr. Ronald Olsen ( Matei Glave ) , care studiază legătura fizică și emoțională de gemeni .  Frații sunt de acord și ajung într-o tabără , printre sute de alți gemeni . Dr. Olsen le explică faptul că scopul proiectului este de a crea o legătură emoțională între oameni care speră să pună capăt răului din lume .  Zack și Cody au o legătură : în primul rând o legătură fizică , în care se pot simți ceea ce celălalt   simte , apoi empatie , sau o legătură emoțională . După ce se dezvolta aceste obligațiuni , ei aud o conversație care arată că Dr. Olsen are intentii rele . Între timp , Bailey descopera scrisoarea lui Cody și o citește . Ea își dă seama că, Cody a plecat pentru a obține o bursă de studii la Yale si merge cu London și Woody ( Matei Timmons ) să-l găsească .
La institut , London află de la un delfin ca Zack și Cody sunt la Proiectul Gemini și  Dr. Spaulding îi alertă pe toți,  susținând faptul că gemenii Martin ar putea fi în pericol . Bailey îl anunță pe  directorul vasului  SS Tipton , domnul Moseby ( Phill Lewis ) , că ei merg să îi salveze pe gemeni.
În acest timp , cei doi frati încerca să fugă de pe  insula, dar armata de gemeni , care acum au mintea  controlata pentru a merge după cei doi . Armata reușește iar  Zack și Cody sunt capturați și sunt duși la laborator , unde Bailey , London , Woody , și Dr. Spaulding îi găsește. Dr. Olsen le arată că el este fratele geamăn malefic al lui Spaulding și le explică faptul că i-a spionat pe Zack și Cody mai devreme .
Dar în final cei doi certându-se reușesc să distrugă aparatul, distrugândn și proiectul Gemini . Ronald susține că va fuziona toată lumea și încearcă să repornească aparatul , dar este oprit de Cody , care formează rapid un plan , și el și Zack îi dau rodul special lui Spaulding  care înțelege  telepatic  că a vrut să fie ca el tot timpul . Dl Moseby vine cu poliția care îl arestează pe Ronald . Zack și Cody înțeleg acum că ei fac o " echipă destul de bună . "
După aceea , Cody și Bailey s-au împăcat și au vizitat împreună cu Zack care conduce mașina lui , care Cody în cele din urmă a fost de acord să io dea . Pe doc , Zack parchează masina intr-o zona de transport maritim și văd prietenii și fratele său pe SS Tipton . Din păcate , mașina este strivită de o cutie de transport maritim care conține haine de vară pentru London . În timp ce se uită Zack in stare de soc , filmul se termină cu domnul Moseby spunând : " Ei bine , vacanța de primăvară este pe sfârșite . Acum, dacă am putea face să înceapă vacanța de vară . "

## Distribuție
- Cole Sprouse fiind Cody Martin
- Dylan Sprouse fiind Zack Martin
- Brenda Song fiind London Tipton
- Debby Ryan fiind Bailey Pickett
- Matthew Timmons fiind Woody Fink
- John Ducey fiind Dr. Donald Spaulding / Dr. Ronald Spaulding
- Matthew Glave fiind Dr. Ronald Olsen
- Phill Lewis fiind Mr. Moseby
- Katelyn Pacitto  fiind Nellie Smith
- Kara Pacitto fiind Kellie Smith
- Steven French fiind Ben
- John French fiind Sven
- Norman Misura fiind Fish Monger
- Russ Ross  fiind Sea Captain

## Premiere la nivel mondial
| Țară/regiune   | Canal                  | Premiera           | Titlul în țară          |
| -------------- | ---------------------- | ------------------ | ----------------------- |
| Irlanda        | Disney Channel Irlanda | 17 februarie 2012  | The Suite Life Movie    |
| Marea Britanie | Disney Channel UK      | 17 februarie 2012  | The Suite Life Movie    |
| Statele Unite  | Disney Channel         | 25 martie 2011     | The Suite Life Movie    |
| România        | Disney Channel România | 28 septembrie 2013 | O viață minunată filmul |

## Home media
Filmul a fost pus la dispoziție pe iTunes incepand cu data de 05 aprilie 2011 și la Netflix   pe 24 aprilie 2011. 

## Recenzia filmului
Sarah Peel de la BSC Kids a avut o părere pozitivă despre acest film, afirmând despre acesta că a fost tipic, dar surprinsă de cât de amuzant a fost. Apoi, aceeași persoană a declarat că acest film este potrivit numai pentru copii mici. A dat filmului nota 7 din 10. 
Premiera filmului a numărat un total de aproximativ 5 228 000 spectatori. 